# ابروزردک کوهسار
ابروزردک کوهسار (نام علمی: Elaenia obscura) نام یک گونه از سرده ابروزردک است.